# Рихэ, Эльмар Аннович
Эльмар Аннович Рихэ (эст. Elmar Rihe; 1906 — дата смерти неизвестна) — депутат Верховного совета СССР 2-го созыва.

## Биография
В независимой Эстонии работал на шахтах в регионе Вирумаа. В 1939 году получил профильное инженерное образование в Горной школе Вирумаа. После установления советской власти в Эстонии в 1941 году назначен директором шахты «Ээсти Кивиыли».
По состоянию на 1946 год жил в Кохтла-Ярве, работал директором шахты «Кява», состоял в ВКП(б). В 1946 году избран депутатом Верховного совета СССР[уточнить] 2-го созыва (1946—1950) от Нарвского избирательного округа.
Дальнейшая судьба неизвестна.